# Henry Allingham
Henry Allingham (6. června 1896, Londýn, Spojené království – 18. července 2009) byl britský válečný veterán, na sklonku života i nejstarší žijící člen britských ozbrojených sil a nejstarší žijící veterán první světové války.

Byl i posledním žijícím pamětníkem největší námořní bitvy první světové války, bitvy u Jutska, posledním žijícím členem Royal Naval Air Service (RNAS) a posledním žijícím zakládajícím členem Royal Air Force (RAF).
Od 13. února 2007 byl druhým nejstarším obyvatelem Spojeného království, od 19. června 2009 nejstarším žijícím mužem na světě.